# Autorretrato (Thérèse Schwartze)
Autorretrato é uma pintura da artista neerlandesa Thérèse Schwartze conservado na prestigiosa Galeria dos Autorretratos da Galeria Uffizi, em Florença. O autorretrato foi doado ao acervo da coleção pela própria artista em 1895.

## Descrição e Análise
O espírito do século XIX, com sua frescura luminosa e refinamento contido, atravessa este autorretrato como um traço deliberado de linguagem visual e, ao mesmo tempo, como afirmação orgulhosa de sua condição profissional. A artista não apenas se representa — ela se inscreve, com altivez e plena consciência, na tradição dos que fizeram da imagem de si um lugar de construção simbólica da autoria e da dignidade do fazer artístico.
Nesta composição, ecoa-se, com finesse culta e discrição reverente, o célebre autorretrato de Sir Joshua Reynolds, datado de 1749, no qual o pintor se retrata no instante mesmo da criação, protegendo os olhos da luz com uma das mãos, enquanto na outra segura os instrumentos do ofício. Ao evocar esse modelo consagrado, não apenas homenageia um predecessor ilustre, mas o reinterpreta a partir de sua própria singularidade feminina, reposicionando-se em um espaço simbólico que por séculos excluiu a presença autônoma das mulheres criadoras.
Como outros retratistas da época, Thérèse Schwartze adotou a estratégia de combinar pintura definida para o rosto com traços mais amplos e rápidos para as roupas e o fundo. Aqui, o rosto em meia-sombra evita qualquer hesitação quanto à atratividade feminina, para desviar a atenção para a identidade profissional da jovem que opta por se retratar com um par de óculos: uma ferramenta de trabalho moderna. Assim, o retrato torna-se não só testemunho de habilidade técnica, mas declaração visual de pertencimento e transcendência, um entrelaçamento de memória artística e afirmação pessoal, no qual a tradição é retomada como solo fértil para o florescimento de uma voz própria.